# 高千穂鉄道TR-400形気動車
高千穂鉄道TR-400形気動車 （たかちほてつどうTR-400がたきどうしゃ）は、2003年（平成15年）に2両が製造され、2005年（平成17年）の営業休止まで使用された高千穂鉄道のトロッコ型気動車である。高千穂鉄道廃止後、九州旅客鉄道（JR九州）に譲渡され、改造の上キハ125形400番台となった。

## 概要
1989年（平成元年）4月に日本国有鉄道（国鉄）の第2次特定地方交通線だった九州旅客鉄道（JR九州）高千穂線を第三セクターに転換して開業した高千穂鉄道では、1996年（平成8年）からトロッコ車用の導入検討を進め、2003年（平成15年）に2両のトロッコ型気動車を導入した。車体は新潟鐵工所が納入した松浦鉄道MR-500形、南阿蘇鉄道MT-3010形などのレトロ調気動車をベースとし、窓を上下方向に拡大したうえで着脱式としている。エンジンは新潟鐵工所製DMF13HZディーゼルエンジンを242.7 kW (330 PS)に設定して使用した。全車正面貫通式、両運転台、トイレなし、通路を挟んで両側にテーブル付き4人掛けボックスシートを6組ずつ備え、ドア付近にはテーブル付2人掛け座席が2か所にある。TR-401の車体は黄色に塗装されて「手力男（たぢからお）」の愛称が、TR-402は緑色に塗装されて「天鈿女（あまのうずめ）」の愛称がつけられた。「トロッコ神楽号」として2003年（平成15年）3月から運転を開始したが、2005年（平成17年）9月の台風による災害で高千穂鉄道全線が不通となり、復旧されることのないまま2008年（平成20年）12月までに全線が順次廃止された。廃線後2両ともJR九州に売却、改造の上キハ125形に編入され、特急「海幸山幸」として2009年（平成21年）10月から運転されている。

## 車体

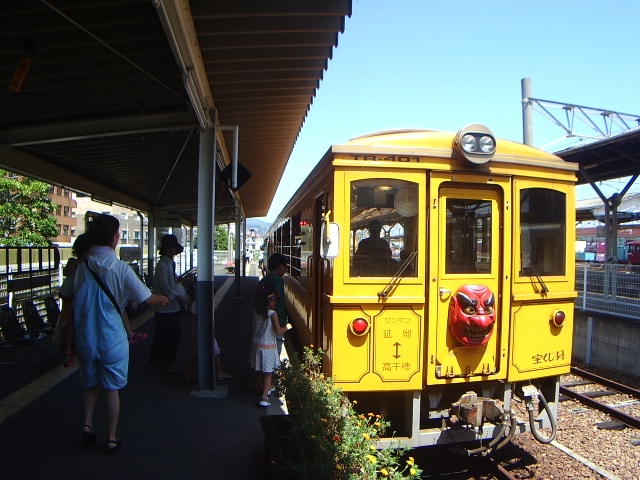
黄色に塗装されたTR-401手力男（たぢからお）号

新潟鐵工所製のレトロ調気動車をベースとし、車体長は18 mとなった。両運転台構造で、前面は貫通式である。乗務員室は左隅構造で、乗務員用扉が片側1箇所に設けられた。910 mm幅の引き戸の客用扉が片側2か所、運転台直後と反対側車端にある。扉間の窓配置は左右で異なり、高千穂駅側に向かって左側は中央部に2,950 mm幅の3連式窓2箇所、その両側に1,960 mm幅の2連式窓を、反対側は高千穂駅寄りに2,950 mm幅の3連式窓3箇所、反対側客用扉付近に915 mm幅の窓がある。窓は取り外し式とされた。戸袋窓はない。TR-401の外部塗装は黄色、TR-402は緑である。屋根はモニター風の2段屋根で、モニター内に冷房装置が収められている。
車内は通路を挟んで両側にテーブル付き4人掛けボックスシートを6組ずつ備え、ドア付近にはテーブル付2人掛け座席が2か所にある。テーブルの高さと、窓側の座席背もたれの高さは窓下辺にあわせられた。開放感を出すため、つり革、網棚は設置されなかった。延岡駅寄運転台付近に車椅子スペースを備え、ワンマン運転対応機器も装備された。また、テーブルと座席には高千穂町内で生産された欅の木が使用されていた。導入当初は木製の座席に直接座る仕様であったが、のちに座布団が装備された。

## 走行装置
エンジンは、新潟鐵工所製DMF13HZディーゼルエンジンを1基搭載、定格出力242.7 kW（330 PS） / 2,000 rpmで使用された。動力は新潟コンバーター製TACN-22-1628液体変速機を介して2軸駆動の台車に伝達される。台車はボルスタレス空気ばね、積層ゴム式NP131D/T-3が採用された。制動装置は機関・排気ブレーキ併用のDE1A自動空気ブレーキが採用された。

## 空調装置
暖房装置はエンジン排熱を利用した温風式である。冷房装置は能力18.0 kW（15,500 kcal/h）のデンソー製機関直結式 2台が設置された。

## 車歴
| 形式   | 車両番号 | 製造      | 愛称   | JR入籍    | JR車両番号  |
| ------ | -------- | --------- | ------ | --------- | ----------- |
| TR-400 | 401      | 2003年3月 | 手力男 | 2009年9月 | キハ125-401 |
| TR-400 | 402      | 2003年3月 | 天鈿女 | 2009年9月 | キハ125-402 |

## 運用

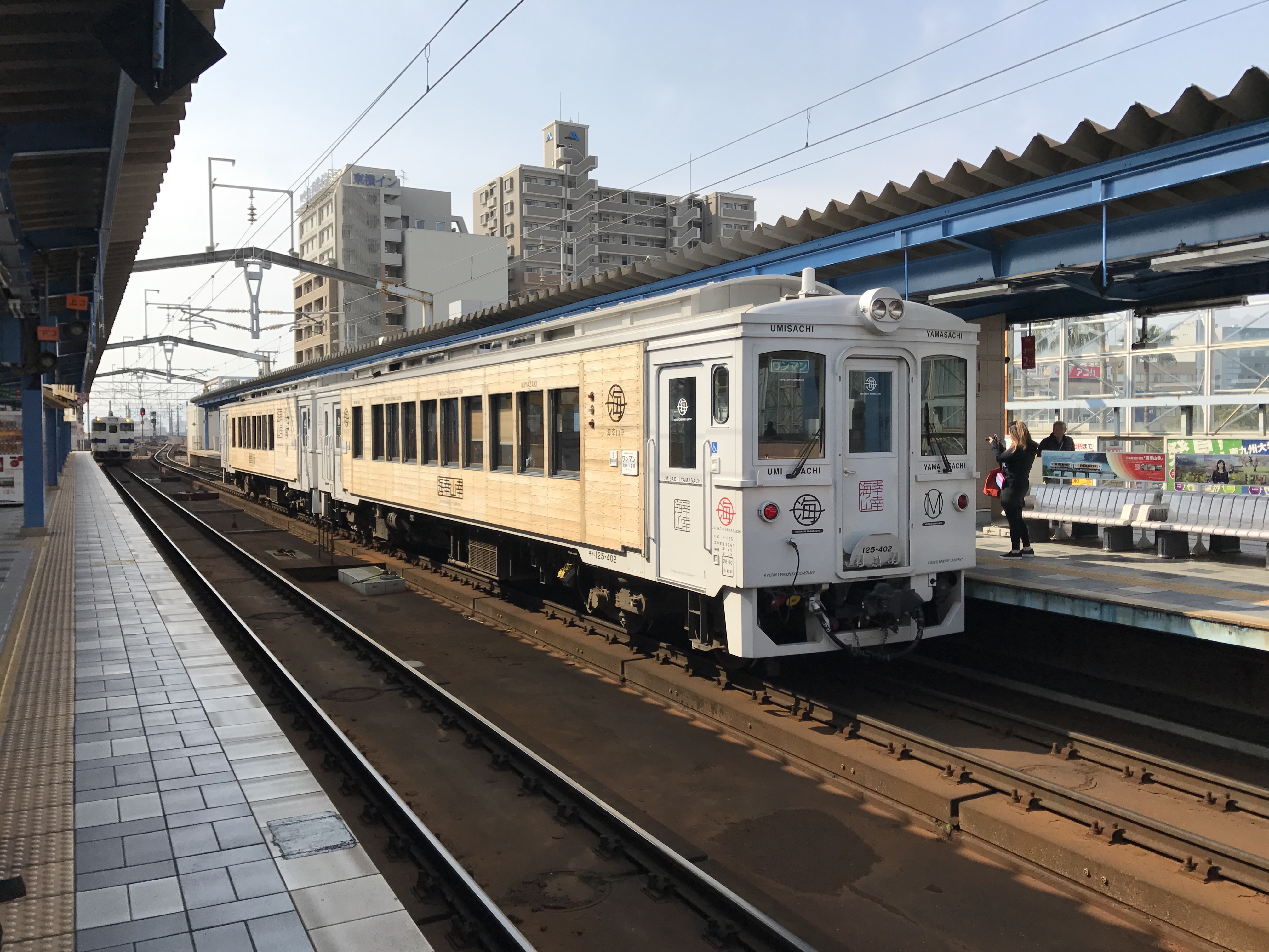
JR九州に売却後の姿

2003年（平成15年）3月21日から「トロッコ神楽号」として営業運転を開始したが、2005年（平成17年）9月6日に九州地方を襲った台風14号の影響で橋梁2箇所が流出するなど甚大な被害を受け列車運行を休止、部分復旧なども模索されたが実現せず、2008年（平成20年）12月までに全線が廃止された。
運行休止時には2両とも高千穂駅にあったが、高千穂鉄道からの打診によりJR九州への売却が決定、2009年（平成21年）2月に陸送で搬出され、JR九州小倉工場に入場した。
JRでは日南線の特急「海幸山幸」で使用するための改造が行われ、2009年（平成21年）10月10日から営業運転を行っている。

### 書籍
- 寺田 祐一『私鉄気動車30年』JTBパブリッシング、2006年。ISBN 4-533-06532-5。

### 雑誌記事
- 『鉄道ファン』通巻505号（2003年5月・交友社）
  - 「高千穂鉄道 TR-400形」 pp. 75

- 『鉄道ピクトリアル』通巻738号「鉄道車両年鑑2003年版」（2003年10月・電気車研究会）
  - 岸上 明彦「2002年度民鉄車両動向」 pp. 109-130
  - 高千穂鉄道（株）運輸課 都甲 敏明「高千穂鉄道　TR-400形」 pp. 178
  - 「民鉄車両諸元表」 pp. 180-183
  - 「各社別新造・改造・廃車一覧」 pp. 208-219
- 『レイルマガジン』通巻250号（2004年7月・ネコ・パブリッシング）
  - 寺田 祐一「私鉄・三セク気動車 141形式・585輌の今!」 pp. 4-50

- 『鉄道ピクトリアル』通巻795号「鉄道車両年鑑2007年版」（2007年10月・電気車研究会）
  - 岸上 明彦「2006年度民鉄車両動向」 pp. 116-141

- 『鉄道ファン』通巻577号（2009年5月・交友社）
  - 斎藤 幹雄「高千穂鉄道 車両搬出作業実施」 pp. 149-151

- 『鉄道ピクトリアル』通巻825号「鉄道車両年鑑2009年版」（2009年10月・電気車研究会）
  - 岸上 明彦「2008年度民鉄車両動向」 pp. 108-134

- 『鉄道ピクトリアル』通巻840号「鉄道車両年鑑2010年版」（2010年10月・電気車研究会）
  - 鉄道ピクトリアル編集部「2009年度JR車両動向」 pp. 44-66
  - 鉄道ピクトリアル編集部「JR九州 キハ125形400番代」 pp. 104-105
  - 鉄道ピクトリアル編集部「JR車両諸元表」 pp. 113-115
  - 鉄道ピクトリアル編集部「2009年度JR車両動向」 pp. 190-206